# William Tetley
William Aubrey Tetley (Montreal, QC, 10 de fevereiro de 1927 — Montreal, QC, 1 de julho de 2014) foi um destacado jurista no campo do Direito Marítimo e político canadense, membro da Assembleia Nacional do Quebec.
Serviu a Marinha Real do Canadá, após atender o Real Colégio Naval do Canadá. Graduou-se em Artes Universidade McGill e em Direito pela Universidade Laval. Foi admitido como advogado pelo Barreau du Québec em 1952, ano em que passou a contribuir como crítico literário nos jornais Montreal Star e Montreal Gazette. Ativo no escotismo canadense, recebeu em 1969 a Boy Scouts of Canada Medal.
Por quase duas décadas advogou no proeminente escritório Martineau, Walker, Allison, Beaulieu, Tetley and Phelan, em Montreal. Em 1965, foi eleito  councillor de Mont-Royal. Três anos depois foi eleito representante por Notre-Dame-de-Grâce à Assembleia Nacional do Quebec, pelo Partido Liberal do Quebec. Permaneceu no cargo até 1975, tendo esporadicamente servido como Minister of Revenue e Minister of Financial Institutions, Companies, Cooperatives and Consumer Protection no governo do Quebec. Seu derradeiro ofício de Estado foi como Minister of Public Works & Supply do Quebec, função que exerceu até novembro de 1976. A partir de então, assumiu o posto de professor de Direito na Universidade McGill, tendo exercido o cargo até 2012. Foi ainda professor visitante da Universidade Tulane, nos Estados Unidos, durante quatorze anos. Por esse serviço, a instituição criou em 1999 a William Tetley Maritime Law Lecture, aula magna promovida anualmente desde então.
Em 1983, foi condecorado com o Prêmio Albert Lilar, do Comitê Marítimo Internacional. Dois anos depois foi feito membro da Ordem do Canadá.